# 옐라디
옐라디(1990년 7월 6일 ~)는 대한민국의 가수, 작곡가다. 2013년 싱글 앨범 [Can Get It (넌 알아 너의)]으로 데뷔했다.

## 방송
- 창작의 신 : 국민 작곡가의 탄생 (2018) - 우승
- 사인히어 (2019) - Top15(12위)

## 공연
- 그랜드라인쇼 (2016)